# Sallujokkaoaivi
Sallujokkaoaivi är ett berg i Finland.   Det ligger i den ekonomiska regionen Norra Lappland och landskapet Lappland, i den norra delen av landet, 900 km norr om huvudstaden Helsingfors. Toppen på Sallujokkaoaivi är 423 meter över havet.
Terrängen runt Sallujokkaoaivi är platt åt sydost, men åt nordväst är den kuperad.  Trakten runt Sallujokkaoaivi är nära nog obefolkad, med mindre än två invånare per kvadratkilometer. Det finns inga samhällen i närheten. Omgivningarna runt Sallujokkaoaivi är i huvudsak ett öppet busklandskap.